# M/S Kronprins Frederik
M/S Kronprins Frederik är ett fartyg som ägs av Scandlines.

## Teknisk fakta
- Byggd: 1981
- Varv: Nakskov Skibsværft, Nakskov, Danmark
- Längd: 152,00 m
- Bredd: 23,70 m
- Djupgående: 6 m, efter ombyggnad 5,10 m
- Maxfart: 18,5 knop, efter maskinbyte 20,5 knop
- Passagerare: 2280, efter ombyggnad 1400
- Hyttplatser: 0
- Bilar: 180, efter ombyggnad 225
- Lastmeter: 494, efter ombyggnad 724
- Antal järnvägsspår: 4
- Spårlängd: 494 m
- Antal godsvagnar: 60
- Hemmahamn: Korsør
- Rutt: Gedser-Rostock

## Systerfartyg
- M/S Dronning Ingrid
- M/S Prins Joachim